# Киттель, Сонни
Сонни Киттель (нем. Sonny Kittel; 6 января 1993, Гиссен, Германия) — немецкий футболист, полузащитник клуба «Ракув», выступающий на правах аренды за клуб «Уэстерн Сидней Уондерерс».

## Клубная карьера
В 1999 году Сонни перешёл из «Гиссена» в юношескую команду франкфуртского «Айнтрахта».
В 2010 году в составе молодёжной команды франкфуртцев (до 17 лет) Киттель выиграл чемпионат Германии. В сезоне 2010/11 Михаэль Скиббе, главный тренер «Айнтрахта» на тот момент, начал привлекать Сонни к тренировкам основной команды. 13 августа 2010 года Киттель дебютировал за франкфуртцев в матче кубка Германии против «Вильгельмсхафена». 28 августа полузащитник провёл первый матч в Бундеслиге, выйдя на замену в концовке игры с «Гамбургом». В сезоне 2010/11 Киттель принял участие в 8 играх, две из которых начинал в стартовом составе. 19 апреля 2011 года получил травму (разрыв крестообразных связок), из-за которой выбыл на полгода.
5 февраля 2012 года состоялось возвращение Сонни в состав «Айнтрахта», выступавшего уже во Второй Бундеслиге, после травмы. Всего в сезоне 2011/12 Киттель провёл 11 игр, забил 3 мяча и сделал одну голевую передачу, внеся свой вклад в возвращение франкфуртцев в Бундеслигу. На следующий год полузащитник реже появлялся на поле, отыграв только 6 матчей.
В сезоне 2013/14 Сонни выступает за резервную команду «Айнтрахта» в Региональной лиге «Юго-Запад». 12 декабря 2013 года Киттель дебютировал в еврокубках, приняв участие в заключительном матче группового этапа Лиги Европы против кипрского АПОЭЛа.
В сезоне 2016/17 Сонни Киттель подписал контракт с немецким клубом «Ингольштадт 04» до 30 июня 2018 года. В сезоне 2019/20 Киттель перешел в «Гамбург», подписав с клубом контракт до 30 июня 2023 года.

## Карьера в сборной
Родители Киттеля родом из Польши. Однако Сонни выступал за юношеские сборные Германии до 16, 17 и 18 лет.